# 蒂訥河
53°47′31″N 11°03′06″E / 53.79186°N 11.05167°E
蒂訥河（德語：Tiene），是德國的河流，位於該國東北部，由梅克倫堡-前波美拉尼亞州負責管轄，屬於拉德加斯特河的左支流，發源自韋登多夫湖。